# São Carlos (Santa Catarina)
São Carlos é um município do estado de Santa Catarina, na região Sul do Brasil, distando 599 km da capital estadual, Florianópolis. Sua população, conforme a contagem do Censo de 2022, é de 10 282 habitantes.
Pertence à Região Geográfica Imediata de Chapecó e a Região Geográfica Intermediária de Chapecó.O município destaca-se no turismo em águas termais, compondo o Vale das Águas, região turística de Santa Catarina rica na oferta de águas termais, minerais ou sulfurosas.

## História
O inicio da colonização ocorreu em 1927, realizada basicamente por alemães vindos do Rio Grande do Sul. A emancipação da cidade veio em fevereiro de 1954.
Teve início com a instalação de quatro colonos vindos do Vale do Taquari (RS), em 1927. Eles vieram atraídos pelas ofertas vantajosas para aquisição de terras férteis, oferecidas pela Companhia Territorial Sul Brasil. O núcleo inicial recebeu o nome de Porto dos Cantadores, que mais tarde foi substituído por São Carlos, numa carinhosa homenagem da população local ao engenheiro chefe da empresa de colonização, Carlos Culmey. A par da preservação da língua materna, o alemão, os são - carlenses sempre se destacaram por sua forte religiosidade. Outrora pertencente ao vastíssimo município de Chapecó, São Carlos se emancipou no dia 21 de fevereiro de 1954. A vocação pelo trabalho agropastoril fez com que dessa atividade proviessem os principais recursos econômicos do município. Mas o futuro preserva um espaço especial para o turismo, em função do incalculável potencial de suas águas minerais, que atraem muitos turistas a cada ano, ressaltando-se as temporadas de verão. O empenho maior da administração municipal é dotar a cidade e o balneário de uma infraestrutura capaz de instalar bem os turistas que vêm das mais variadas procedências para beneficiarem-se das qualidades terapêuticas das águas minerais.

## Economia
A renda do município gira em torno da produção agrícola (73% da renda total). Conforme dados de 2009, de todo o movimento econômico que a agricultura gerou em São Carlos, 44,5% provém da suinocultura. A cidade também produz aves, bovino cultura de corte e de leite, ovelhas e caprinos, entre outros, além de produzir também grãos. Na área leiteira, conforme dados do IBGE de 2008, foi o sétimo maior produtor de leite em Santa Catarina.
Na área industrial, o município é grande produtor do setor de corte e costura, abrigando empresas de renome nacional e internacional de materiais esportivos, moda masculina e jovem. Possui também empresas nas áreas moveleira, metalúrgica, tintas, iogurte e derivados de leite, entre outras.

## Turismo
A cidade também tem turismo das águas termais. Às margens do rio Uruguai, os visitantes encontram camping com churrasqueiras, banheiros e área para prática de esportes e lazer para as crianças. No Balneário Pratas, que já conta com complexo de piscinas, hotéis e pousadas, será construído um parque aquático moderno.

### Principais eventos
- Reveillon Luz: Um dos mais importantes eventos da cidade, onde mais de 4 mil pessoas dão as boas vindas para o ano que se aproxima no Balneário de Águas de Pratas, com DJS e bandas, completa infraestrutura e mais de 11 minutos de show pirotécnico, fogos e muito brilho.
- Natal luz: Desde 2005, a cidade conta com uma grande decoração de natal, principalmente  enfeites confeccionados a partir de litros pet, produzidos pelo grupo de mulheres voluntárias da cidade. Vale destacar a praça do natal (praça matriz), o altar da pátria e a cidade em geral, onde todo o comércio, prefeitura e as casas se enfeitam com um verdadeiro brilho de luzes.

### Principais pontos turísticos
- Ciclovia: São 4 km de ciclovia até o balneário de Águas de Pratas.
- Monumentos arquitetônicos: Pela cidade, você vai encontrar divinas e diversas construções antigas, em estilo germânico, fruto da colonização alemã. Muitas delas se encontram restauradas e nas mesmas estão localizadas hoje clubes, museus, restaurantes e comércios em geral.
- Casa da Memória: A Casa da Memória funciona hoje onde antigamente se encontrava um colégio de freiras. A construção é no estilo enxaimel e está aberta para visitação. Atualmente é um museu que conta a história da região.
- Altar da Pátria: O altar da Pátria é com certeza um dos cartões postais da cidade. Localizado em frente a Igreja Matriz São Carlos Borromeu e Praça da Matriz, o altar está sempre florido, iluminado, e possui uma escadaria no meio do mesmo. Em frente ao altar acontece o desfile de 7 de setembro.
- Praças: Possui 2 praças. A praça Matriz, localizada no centro da cidade, possui um atelier de produtos artesanais produzidos na cidade, e diversas árvores e flores situados em grandes canteiros. A outra praça, conhecida como Praça dos Imigrantes é localizada também no centro, possui muitas árvores, parque infantil, pista de skate, local para realização de eventos como teatro, e um rio na sua parte de trás.